# آشپزی آلمانی

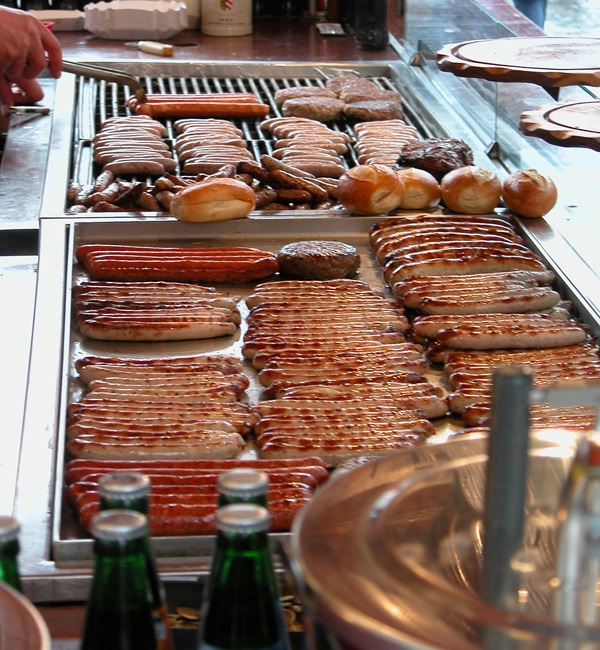
سوسیس کباب‌شده (برات‌وورست) از محبوب‌ترین غذاها در آلمان است

آشپزی آلمانی شامل آشپزی خوراکی‌های ملی آلمان است که در طول قرن‌ها تکامل یافته و از منطقه‌ای به منطقهٔ دیگر متفاوت است.
در برخی از ناحیه‌های آلمان مانند بایرن و شوابن که در همسایگی آن واقع شده، غذاهایی از اتریش و سوئیس مرسوم هستند.
کتاب راهنمای میشلن در ۲۰۱۵ میلادی، به ۱۱ رستوران آلمان سه ستاره داده است، که بالاترین امتیاز است. همچنین ۳۸ رستوران دو ستاره و ۲۳۳ رستوران دیگر یک ستاره دریافت کردند. رستوران‌های آلمان پس از فرانسه در جایگاه دوم تزیین غذا در جهان قرار گرفتند.

## غذاهای گرم

### گوشت قرمز

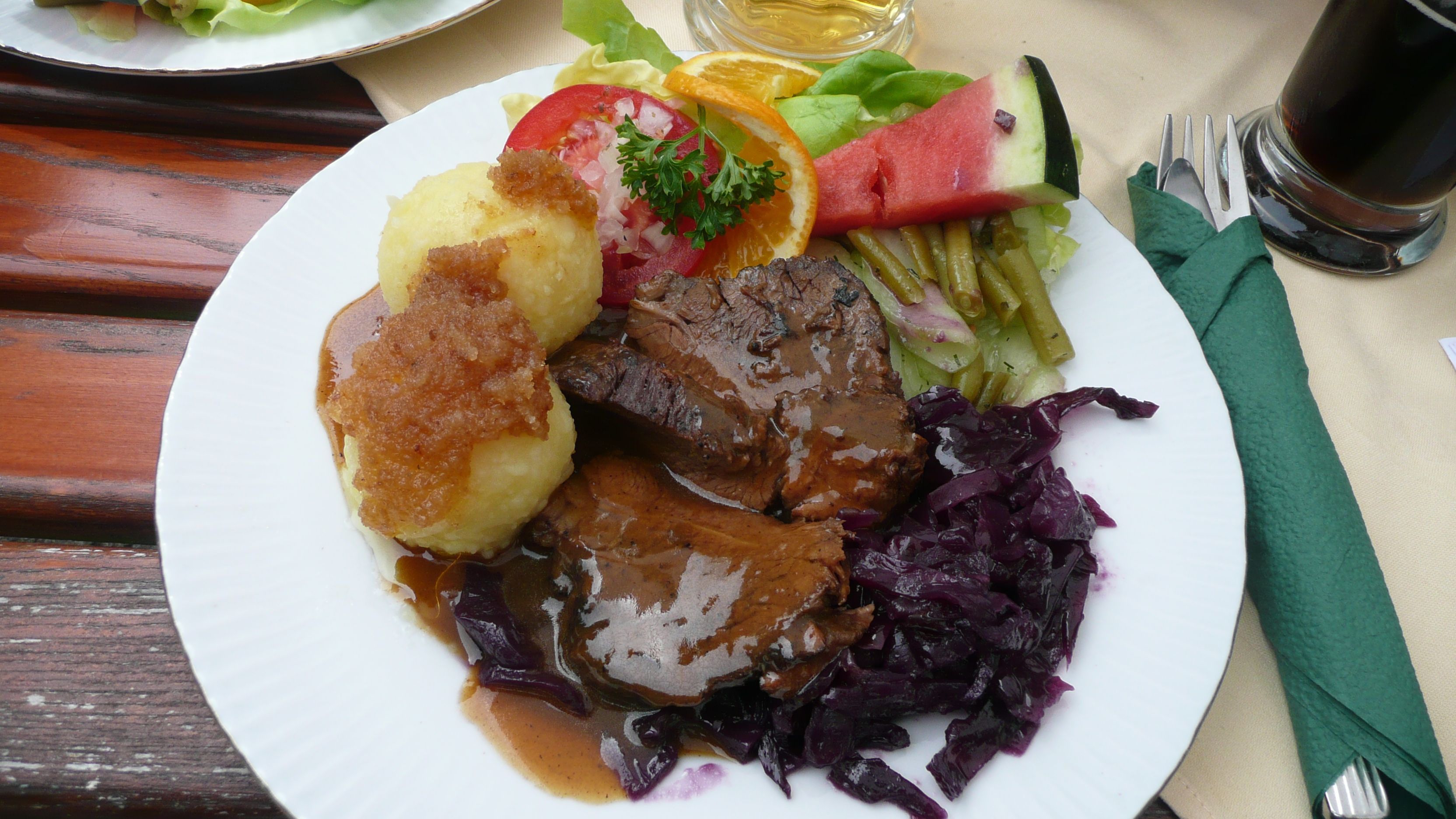
گوشت ترش (گوشت خوابانده‌شده در شراب) همراه با سیب‌زمینی

گوشت خوک، گاو، و ماکیان اصلی‌ترین انواع گوشت مصرفی در آلمان هستند. گوشت خوک محبوب‌ترین است. مصرفِ میانگینِ سالانه، ۵۹ کیلوگرم است. در میان ماکیان، مرغ مرسوم‌ترین است هرچند که اردک، غاز، و بوقلمون هم مصرف می‌شوند. گوشت شکار، به‌ویژه گراز، خرگوش صحرایی و گوزن هم در دسترس است به‌ویژه در پاییز و زمستان. گوشت گوسفند و بز کمتر محبوب است.
گوشت معمولاً تفت‌آب‌پزی می‌شود. تفت در ماهی‌تابه هم وجود دارد هرچند که این شیوه در آشپزی فرانسوی و اتریشی ریشه دارد. چندین شیوهٔ پخت هم تکامل یافته‌است مانند تفت ترش که با قرار دادن گوشت در شراب انجام می‌شود.
سنت ریشه‌داری برای تهیهٔ سوسیس در آلمان وجود دارد. در این کشور به سوسیس وورست (به آلمانی: Wurst) می‌گویند. بیشتر سوسیس‌ها با روش‌های طبیعی از گوشت خوک، گوسفند، یا بره درست می‌شوند که محبوب‌ترینشان با گوشت خوک تهیه می‌شود. هزاران نوع سوسیس وجود دارد که در ناحیه‌های گوناگون متفاوت هستند. برخی از آن‌ها عبارتند از وینی، سوسیس خون، سوسیس سیاه، سوسیس سفید مونیخ، که در بایرن محبوب است. سوسیس کاری هم در منطقه‌های شهری مانند برلین، هامبورگ، و منطقه رور پرطرفدار است. از سدهٔ سیزدهم میلادی قوانینی برای کنترل کیفیت و مواد استفاده شده در سوسیس‌ها در آلمان تصویب شده‌است.

### ماهی

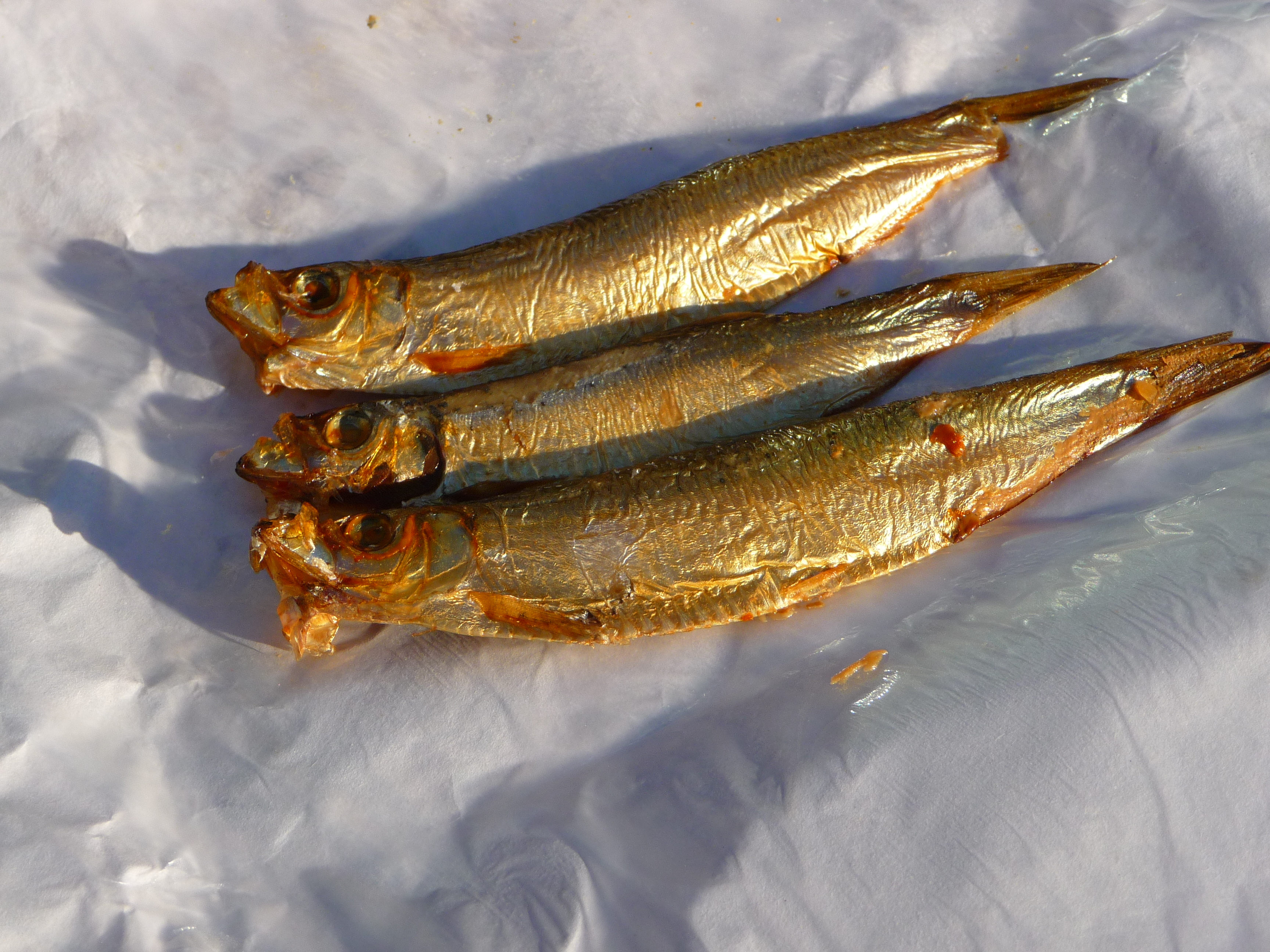
ماهی خمسی دودی

در میان ماهی‌های آب شور، زغال‌ماهی آلاسکا محبوب‌ترین است. برخی از ماهی‌های پرطرفدار آب شیرین، عبارتند از قزل‌آلا، اردک‌ماهی، و لوتی اروپایی. به‌طور تاریخی، غذاهای دریایی در شمال آلمان رایج‌ترند. امروزه ماهی تن، سالمن، و ساردین در سرتاسر کشور مصرف می‌شوند. پیش از انقلاب صنعتی و آلوده شدن آب رودهای راین، البه، و اودر، مصرف سالمون از رودها رایج بود.
ماهی انگشتی غذایی محبوب است که با ماهی سفید مانند ماهی روغن، روغن‌ماهی کوچک، زغال‌ماهی، با خمیرابه و آرد سوخاری پخته می‌شود.

### سبزیجات
سبزیجات بیشتر در خورش‌ها یا سوپ‌های سبزیجات استفاده می‌شوند. آن‌ها همچنین به‌عنوان کنارغذا کاربرد دارند. هویج، شلغم، اسفناج، نخود سبز، لوبیا، کلم بروکلی و انواع کلم رایج است. پیاز سرخ شده نیز در بسیاری از غذاهای گوشتی در سرتاسر کشور استفاده می‌شود.
مارچوبه، به‌ویژه نوع سفید آن به‌عنوان یک کنارغذا یا غذای اصلی استفاده می‌شود. گاهی در فصل مارچوبه رستوران‌ها کل منو را به آن اختصاص می‌دهند. به‌طور سنتی، فصل مارچوبه از اواسط آوریل آغاز می‌شود و در ۲۴ ژوئن پایان می‌یابد.

## وعده‌های غذایی

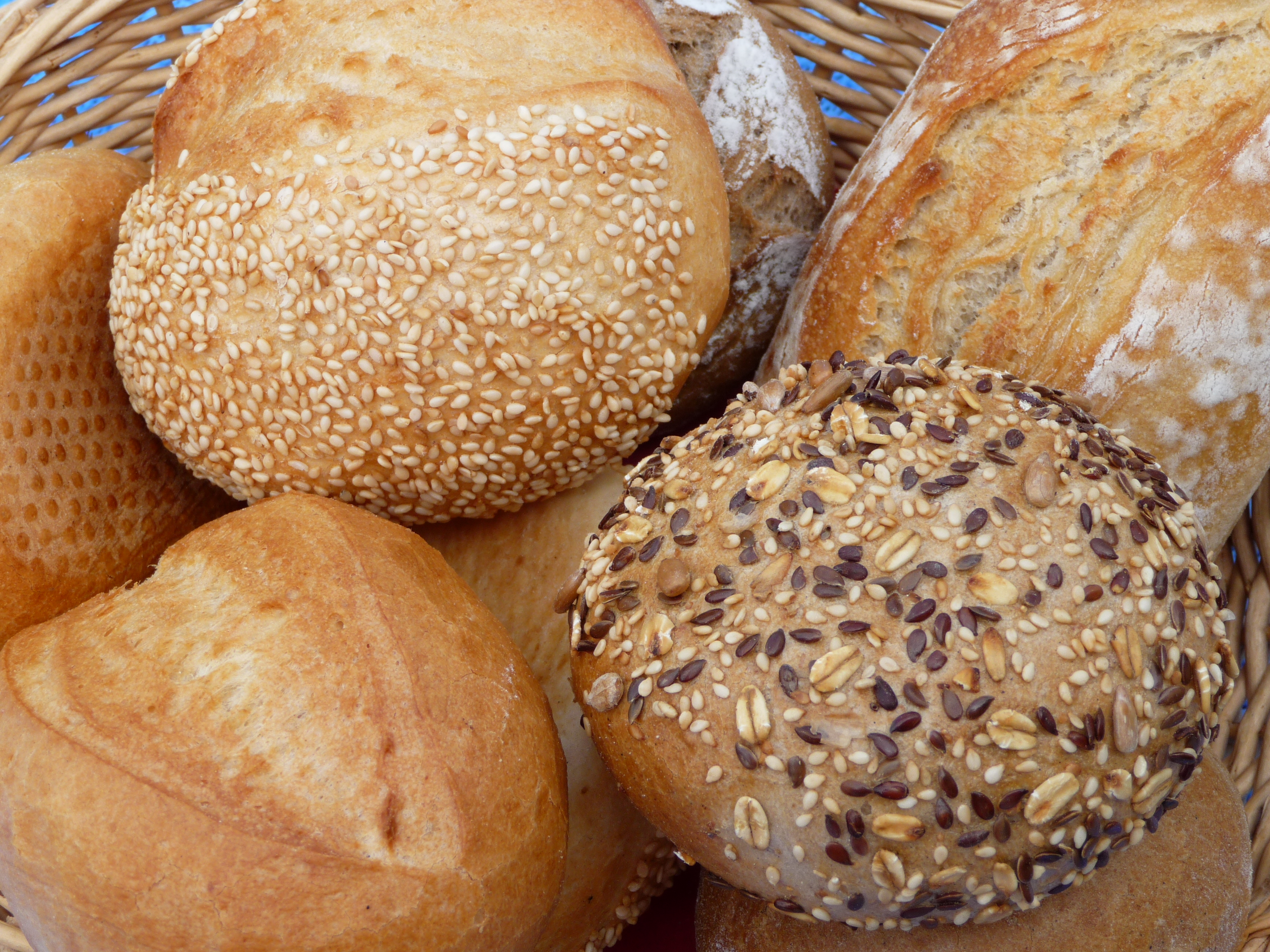
نان‌های لقمه‌ای کوچک آلمانی (بروتشن)

صبحانه معمولاً از نان، تست، یا لقمه با کره یا مارگارین، پنیر، مربا، عسل، تخم مرغ (معمولاً آب‌پز) تشکیل شده‌است. نوشیدنی‌های معمول در صبحانه عبارتند از قهوه، چای، شیر، کوکا یا آب میوه. استفاده از گوشت خوک، گوشت نمک‌سود، کالباس، و انواعی از سوسیس رایج است. از میان پنیرها می‌توان به پنیر گودا و پنیر خامه‌ای اشاره کرد. بیشتر خوراک‌پزی‌ها از نان‌های لقمه‌ای کوچکی که به آن‌ها  نان رول بروتشن (Brötchen) می‌گویند استفاده می‌کنند. به‌ویژه برای صبحانه تا مردم در راه مصرف کنند.
به‌طور سنتی ناهار وعدهٔ غذایی اصلی است که طرف ظهر خورده می‌شود. شام وعدهٔ کوچک‌تری است که معمولاً شامل انواعی از نان، گوشت، سوسیس، پنیر و انواعی از سبزیجات، مانند صبحانه است. وعده‌های غذایی کوچکتر هم در طول روز وجود دارند. قهوه و کیک هم مرسوم است. با این وجود عادت غذایی در آلمان با گذشت زمان تغییر کرده‌است. ناهار افراد در سر کار مانند صبحانه‌ای دوم کوچک است و در عوض آن‌ها تمایل دارند شامشان را گرم و در کنار خانواده صرف کنند. برای برخی، نه تنها در روستاها، روش سنتی غذا خوردن هنوز رعایت می‌شود. صبحانه ممکن است در آخر هفته‌ها گسترش یابد. از دههٔ ۱۹۹۰ میلادی چاشت صبحگاهی در یکشنبه‌ها به‌ویژه در قهوه‌خانه‌های شهرها رایج است.

## دسر‌ها

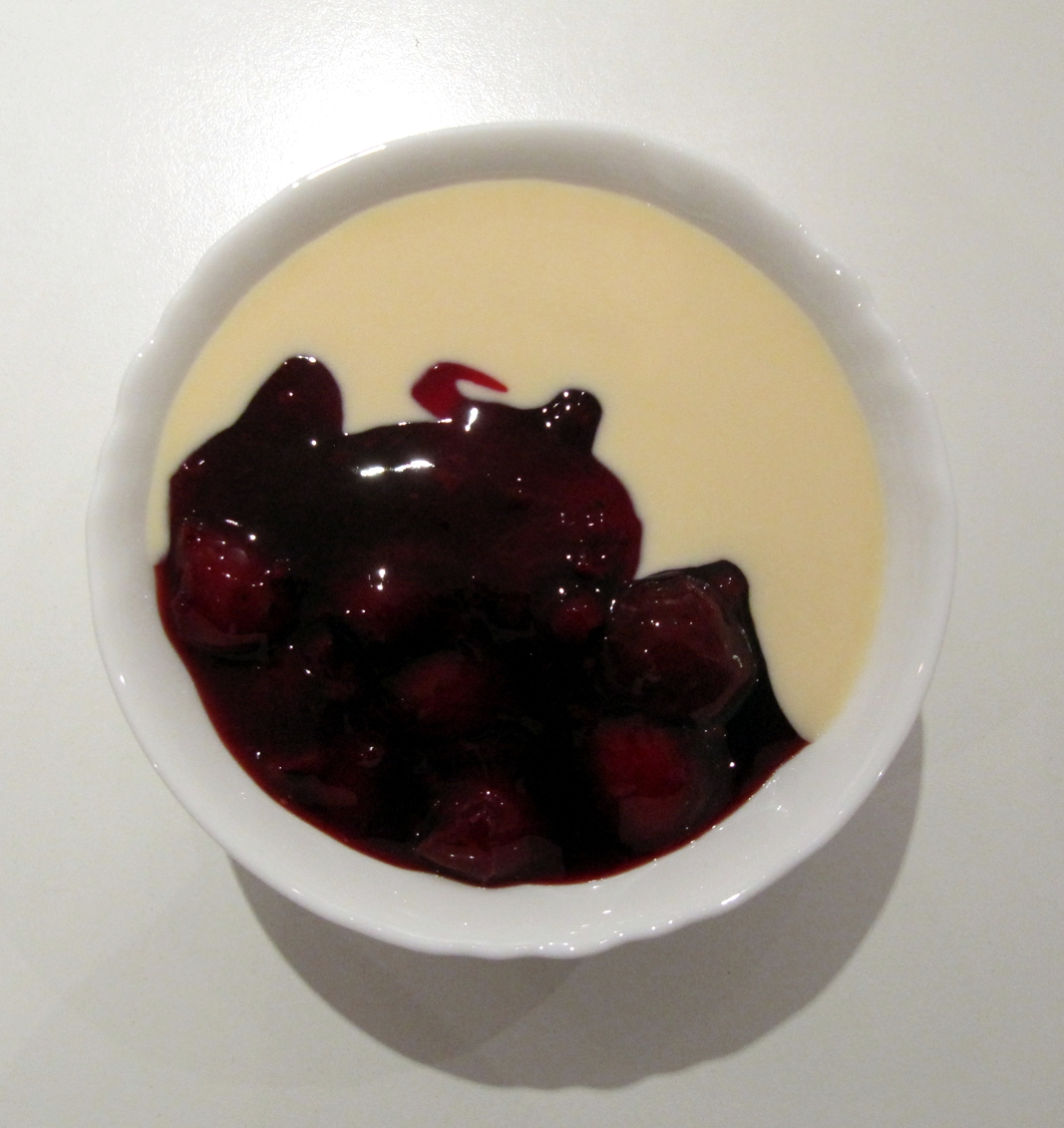
بلغور قرمز هامبورگی با سس وانیل

بَلغور قرمز نوعی پودینگ دانمارکی و آلمانی است که از بلغور و میوه‌های جنگلی تهیه می‌شود. در تهیه بلغور قرمز نشاسته سیب‌زمینی به کار می‌رود و به آن میوه‌هایی چون انگورفرنگی سرخ، انگورفرنگی سیاه، رزبری قرمز، توت‌فرنگی، سیاه توت، بیل‌بری و گیلاس سیاه و مقداری شکر افزوده می‌شود. در خانواده‌های سنتی گاه به جای نشاسته سیب زمینی از سمولینا و ساگو استفاده می‌کنند.

## نوشیدنی‌ها

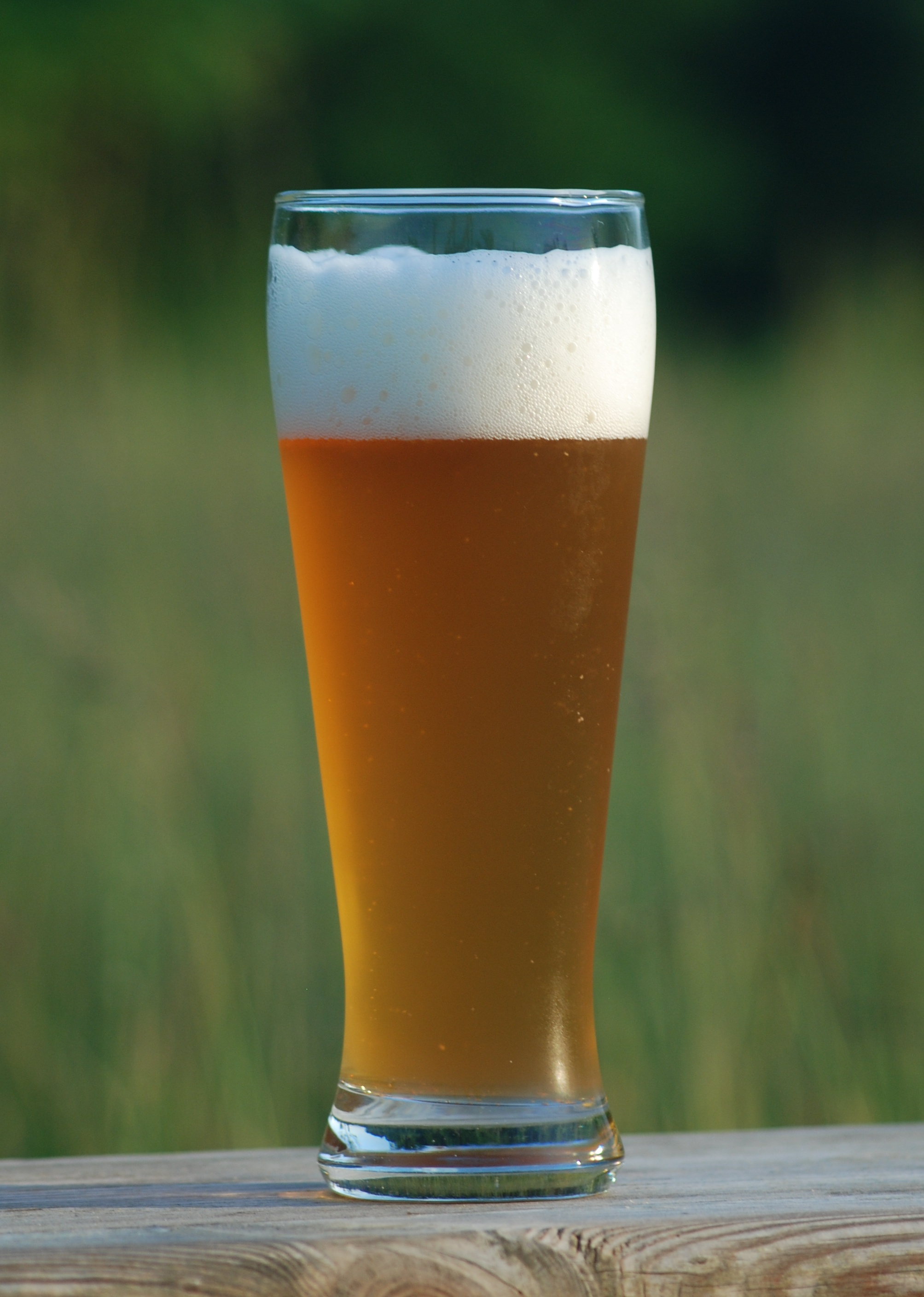
آبجوی گندم آلمانی

آبجو در سرتاسر کشور بسیار محبوب است. برخی نواحی آبجوهای خاص خود را دارند. مثلاً در اطراف دوسلدورف آلتبیر که نوعی آبجوی تیره است مرسوم است و در کلن کولش مرسوم است که رنگ روشن‌تری دارد. پیش از اتحاد دو آلمان، آبجوی سیاه در جمهوری دموکراتیک آلمان پر طرفدار بود، ولی در آلمان غربی به‌سختی یافت می‌شد؛ ولی اکنون این نوع آبجو در تمام کشور پرطرفدار است.